# Gerovi
Gerovi (cyr. Герови) – wieś w Bośni i Hercegowinie, w Republice Serbskiej, w gminie Milići. W 2013 roku liczyła 100 mieszkańców.